# Balogh András (politikus)
Balogh András (Udvarhely, 1912. február 24. – Somogyudvarhely, 1985. június 29.) gazdálkodó, munkás, a Demokrata Néppárt képviselője.

## Életpályája

### Gyermek- és ifjúkora
Balogh János (1867–1937) és Pintér Julianna (1873–1930) gyermeke, a hét testvér közül ő volt a hatodik. római katolikus vallásban nevelkedett.
Az elemit gyermekkorában nem járta ki. Később felnőttként vizsgázott le Tatabányán a 7. és 8. osztály anyagából. Falujában aktív közösségi életet élt. A KALOT helyi vezetőjeként a nemcsak a katolikus, hanem más a felekezetűeket is bevonta a falusi rendezvényekbe, amivel Somogy-szerte megbecsülést szerzett.
1939-től többször behívták katonának. Részt vett az erdélyi bevonulásban. 1944-ben szovjet fogságba esett, később csatlakozott a németek elleni harcokhoz. Részt vett a budapesti harcokban.
1945-ben a somogyudvarhelyi földosztó bizottság elnöke. 1946-tól a helyi egyházközségi képviselő testület vezetője lett.

### Politikai pályája
1947-ben lépett be a Demokrata Néppártba, és a párt Somogy megyei listáján képviselőnek választották az 1947. augusztus 31-i országgyűlési választásokon. Miután a Demokrata Néppárt a kiépülő diktatúra miatt beszüntette működését, ő végül is nem hagyta el az országot, maradt képviselő. Bár internálással fenyegették meg, nem lépett be a Magyar Dolgozók Pártjába.
Családját 1951 végén mégis internálták, ő követte őket Tedejpusztára. Somogyudvarhelyi tulajdonát kártérítés nélkül kisajátították. Tedejpusztáról a tábor feloszlatásakor, 1953-ban szabadult. A politikai megbélyegzettség miatt nehezen talált és vállalhatott munkát.

### 1956 után
1956 októberében  bár fölkeresték, hogy szülőfalujában lépjen be a nemzeti bizottságba, de az 1949 utáni a zaklatások és megrázkódtatások miatt már nem vállalt szerepet. Hosszú évekig rendőri őrizet alatt volt.
1958-tól 1972-es nyugdíjazásáig kubikosként dolgozott.
A rendszerváltást már nem élhette meg, 1985-ben hunyt el.

## Külső hivatkozások
- Az Országgyűlés almanachja 1947-1949, 29-30. o.
- Balogh András. Kereszténydemokrácia Tudásbázis, Barankovics István Alapítvány